# Robert Hamer
Robert Hamer (Kidderminster, 31 de marzo de 1911-Londres, 4 de diciembre de 1963) fue un director de cine y guionista británico, conocido principalmente por su film de comedia negra de 1949 Ocho sentencias de muerte.

## Biografía
Hamer nace en el 24 Chester Road de Kidderminster, junto a su hermana gemela Barbara. Ambso son hijos de un oficinista de banca Owen Dyke Hamer y Annie Grace Brickell. Estudiaron en un colegio para niños en Fleetwood en Lancashire, y ganó una plaza en la Corpus Christi College de Cambridge, donde estudiaría Económicas. Aunque desde entonces se ha afirmado que fue expulsado, (con varias fuentes que sugieren que fue suspendido por actividades homosexuales), al final se acabó graduando en 1933. The Oxford Dictionary of National Biography afirma que originalmente intentó incorporarse a la Tesorería de su Majestad como economista o matemático hasta que se vio perjudicado por su bajo rendimiento académico, que más tarde atribuyó en broma a una combinación de "la proximidad del Newmarket Heath (un conocido hipódromo ) en Cambridge y la existencia en Cambridge de cinco cines que cambian de programa dos veces por semana".
Hamer comenzó su carrera en 1934 como asistente de montaje, y desde 1935 trabajó como editor y estuvo involucrado en el montaje de Alfred Hitchcock La posada de Jamaica (Jamaica Inn) (1939) coproducida por Charles Laughton. A finales de los años 30, trabajó en documentales de la GPO Film Unit. Cuando su superior de GPO, Alberto Cavalcanti, fichó por Ealing Studios, Hamer fue invitado a unirse al proyecto. Comenzó a acumular experiencia en la dirección al encargarse en la secuencia del 'espejo encantado' en Al morir la noche (Dead of Night) (1945). A eso le siguieron tres proyectos de Ealing y por los que sería recordado: Pink String and Sealing Wax (1946), Siempre llueve en domingo (It Always Rains on Sunday) (1947), ambos con Googie Withers, y Ocho sentencias de muerte (Kind Hearts and Coronets) (1949), con Dennis Price y Alec Guinness.
Después de un breve regreso a Mayflower Pictures para producir The Spider and the Fly, Hamer dirigiría su último film para Ealing Studios, His Excellency (1952). Sus obras posteriores son el drama Vendicherò il mio passato (1952) y la comedia El detective (1954), producida por Columbia Pictures, con un grandioso Alec Guinness en el papel del célebre Padre Brown creado por G.K. Chesterton. Guinness fue protagonista también de sus producciones posteriores A París con el amor (1955) y Donde el círculo termina (1959). El decepcionante resultado de esta geran producción de Metro-Goldwyn-Mayer y con la colaboración de Gore Vidal en el guion, responde a la lucha entre las personalidades importantes involucradas y que la edición final fuera sustraida al director por la productora.
Hamer era alcohólico y en su última película como director, School for Scoundrels (1960) estuvo "luchando con las alucinaciones producidos por sus delirios tremens". BFI Screenonline escribe que Hamer era "un alcohólico en recuperación" y que "se cayó del vagón durante la producción [de School For Scoundrels], fue despedido en el acto. y nunca volvería a trabajar en la industria". De hecho, aunque nunca volvió a dirigir, sí contribuyó a dos guiones cinematográficos más antes de morir..
Hamer era homosexual en una era en que era ilegal serlo en Gran Bretaña. Murió de neumonía a la edadde 52 años en el St Thomas's Hospital de Londres, y fue enterrado en Llandegley.
Según el crítico David Thomson, la carrera de Hamer "parece el aborto involuntario de talento más grave en el cine británico de posguerra."

## Filmografía
| Como director - Al morir la noche (Dead of Night, 1945) — director del segmento «The Haunted Mirror» - Cuerda rosa y cera de sellar (Pink String and Sealing Wax, 1946) — también guionista - The Loves of Joanna Godden (1947) — sin acreditar - Siempre llueve en domingo (It Always Rains on Sunday, 1947) — también guionista - Ocho sentencias de muerte (Kind Hearts and Coronets, 1949) — también guionista - The Spider and the Fly (1949) - His Excellency (1952) — también guionista - The Long Memory (1952) — también guionista - El detective (Father Brown, 1954) - A París con el amor (To Paris With Love, 1955) - ITV Opening Night at the Guildhall (TV, 1955) - obra «Private Lives» - Play of the Week (TV, 1955) - «Un mes en el campo» - Play of the Week (TV, 1955) - «The Green of the Year» - Donde el círculo termina (The Scapegoat, 1959) — también guionista - School for Scoundrels (1960) | Como editor - Bandera amarilla (Vessel of Wrath, 1938) - Callejón sin salida (St. Martin's Lane, 1938) - La posada maldita / Posada Jamaica (1939) - French Communique (1940) (corto documental) - Turned Out Nice Again (1941) - Gesta de héroes (Ships with Wings, 1941) - The Foreman Went to France (1942) Como guionista - San Demetrio London (1943) (también productor y director sin acreditar) - While Nero Fiddled (1944) - letras de canciones - Rowlandson's England (1955) (documental) - 55 Days at Peking (1963) - diálogos adicionales - They All Died Laughing (1964) Como productor asociado - My Learned Friend (1943) |